# Rita-Tanck-Glaser-Schauspielpreis
Der Rita-Tanck-Glaser-Schauspielpreis der Hamburgischen Kulturstiftung wird seit 1996 in zweijährlichem Turnus an Schauspieler vergeben, die durch hervorragende darstellerische Leistungen vor allem auf Hamburger Bühnen die Kultur der sprachlichen Gestaltung fördern. Stifterin ist die 1999 verstorbene Rita Tanck-Glaser, die während ihres Studiums selbst die Bühneneignungsprüfung ablegte, um ihrer lebenslangen Liebe zum Theater und zur Schauspielkunst Ausdruck zu verleihen. Über die Preisvergabe entscheidet eine Jury; der Preis ist mit 10.000 Euro dotiert.

## Preisträger
- 1996: Hans Christian Rudolph
- 1998: Elisabeth Schwarz
- 2000: André Jung
- 2002: Monica Bleibtreu
- 2004: Peter Kurth
- 2006: Norman Hacker
- 2008: nicht vergeben
- 2010: Marion Breckwoldt
- 2012–2022: nicht vergeben
- 2023: Catrin Striebeck[1]